# الكأس السلطانية 1919
كَأْسُ السُّلْطَانِ حُسَين 1918 هي النُّسْخة الثَّالِثة من بُطولة كَأْس السُّلْطان حُسَين. لُعبت البُطولة في عام 1919، وفاز بها فَريق مُستَودع قاعِدة المُشاة.